# Carlo Acton
Pour les articles homonymes, voir Acton.
Carlo Acton, parfois francisé en Charles Acton, (né le 25 août 1829 à Naples, alors capitale du royaume des Deux-Siciles et mort le 2 février 1909 à Portici) est un pianiste et compositeur italien du XIXe et du tout début du XXe siècle.

## Biographie
Son père Francis Charles Acton (1796-1865) est le plus jeune des fils du Général Joseph Acton, frère de Sir John Acton, 6e baronnet. Sa mère Esther est la fille du peintre irlandais Robert Fagan (peintre) (en).
Carlo Acton est notamment connu pour son opéra Una cena in convitto et pour ses œuvres de musique sacrée dont la plus connue est Tantum ergo,.

## Source de traduction
- (en) Cet article est partiellement ou en totalité issu de l’article de Wikipédia en anglais intitulé « Carlo Acton » (voir la liste des auteurs).